# Mario Alessandri d'Urbino
Mario Alessandri d'Urbino, nome completo Giovanni Mario Alessandri d'Urbino (Urbino, prima metà del XVI secolo – XVI secolo), è stato un grammatico e scrittore italiano.
Autore de Il paragone della lingua toscana et castigliana, Alessandri è uno dei primi ideatori di una grammatica per stranieri, basata sulla differenza tra toscano e spagnolo.

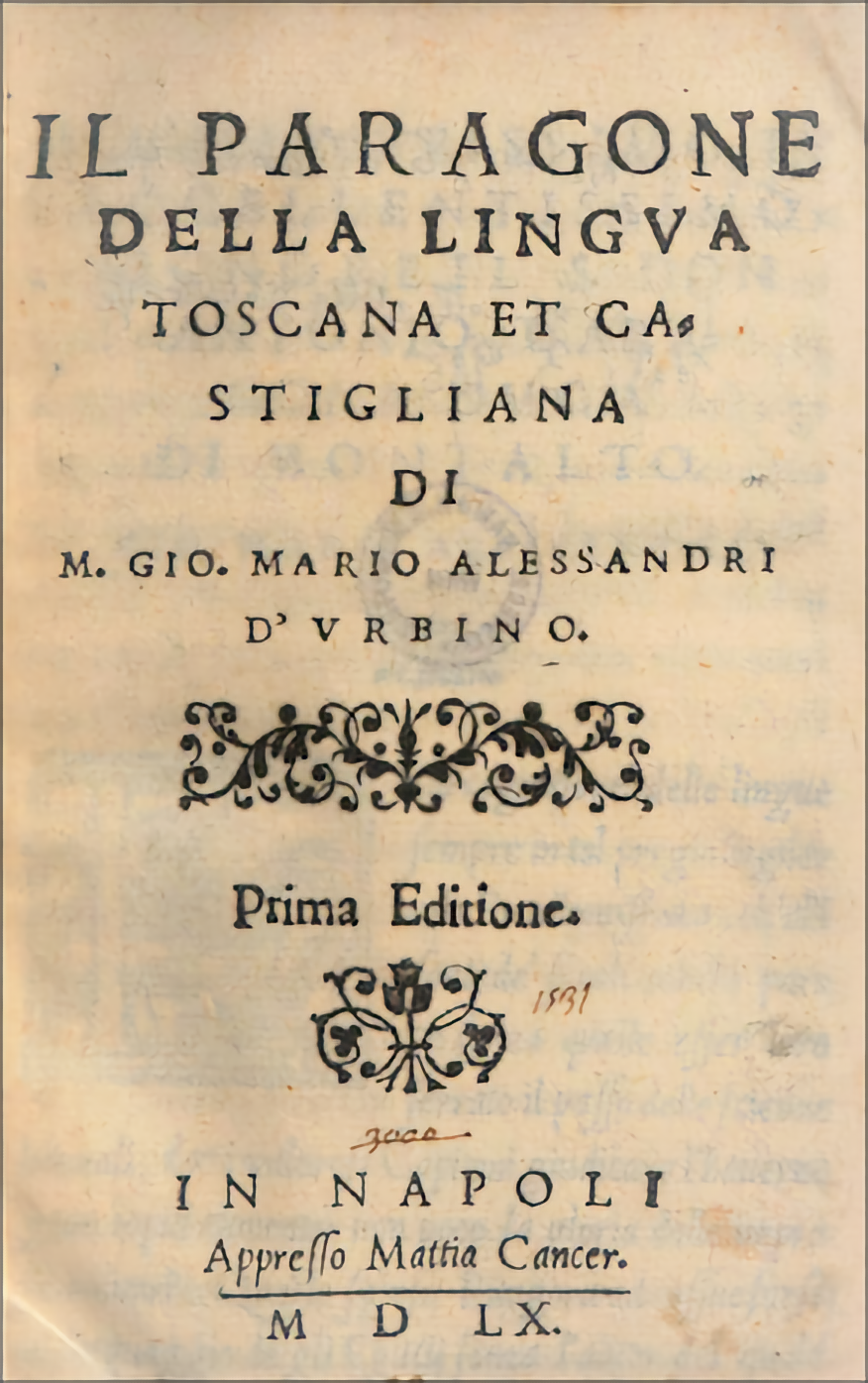
Mario Alessandri d'Urbino, Il paragone della lingua toscana et castigliana, Napoli, Mattia Cancer, 1560

## Biografia
Giovanni Mario Alessandri d'Urbino nacque a Urbino nella prima metà del XVI secolo. La sua opera più famosa, Il paragone della lingua toscana et castigliana, fu pubblicata a Napoli nel 1560 dall'editore Mattia Cancer ed è considerata la prima grammatica spagnola per italiani.
Egli fece parte del clero e fu vescovo in alcune città della Calabria. Fu anche precettore del duca di Montalto, a cui dedicò l'opera. Passò un periodo di tempo alla corte spagnola, dove imparò la lingua.	
Inoltre, sembra essere anche l'autore di un trattato di musica, tuttora inedito.

## Opera

### Caratteri generali
Il Paragone è una grammatica destinata a italofoni che desiderano imparare lo spagnolo e a spagnoli interessanti nell'apprendimento del toscano.
L'opera comprende 141 pagine, più un paratesto iniziale con la dedica «All'illustrissimo et eccellentissimo signore il s. don Antonio d'Aragona duca di Montalto». L'autore qui espone l'utilità dell'apprendimento delle lingue straniere e offre indicazioni sull'opera e gli errori di stampa spiegati in Errori che si sono commessi nello stampare e il nihil obstat.
Il testo non presenta né prologo né indice, mentre riporta un epilogo con i dati riguardanti i luoghi di edizione (Napoli), l'editore (appresso Mattia Cancer), l'anno di pubblicazione (1560) e il registro.
Vengono trattati diversi temi in cui si passa da una questione all'altra, senza nessuna introduzione. Ogni paragrafo presenta un'esposizione semplificata e schematica delle regole grammaticali fornite da molti esempi provenienti da Dante, Petrarca e Boccaccio, per l'italiano e Epístolas familiares di Antonio de Guevara e la traduzione di Ulyxea di Gonzalo Pérez per lo spagnolo.

### Suddivisione dell'opera
La grammatica è divisa in cinque sezioni di diversa lunghezza.	 
La prima parte, Retta scrittura et pronuntia, presenta l'ortografia e la pronuncia.	
Il secondo capitolo, Nomi, propone l'articolo e la declinazione del sostantivo, aggiungendo una lista di nomi propri di famiglie nobili in toscano e castigliano con i numerali si chiude il paragrafo.
Pronomi, è il capitolo che presenta una classificazione incompleta di quest'ultimi, partendo dal modello greco-latino.	
Il capitolo successivo, Verbi, è il più lungo espone le varie coniugazioni incluse quelle irregolari delle due lingue, i verbi passivi e i verbi impersonali. La sintassi è spiegata nel paragrafo conclusivo, Construttione.
L'ultima parte, Voci Indeclinabili, si concentra sui vocaboli e sulle espressioni italiane indicando il loro equivalente in spagnolo.

### IlParagonenel contesto grammaticografico del XVI secolo
Prima della pubblicazione del Paragone, la lingua spagnola si insegnava attraverso abilità legate alla lettura e attraverso la comprensione di testi letterari.
Il Paragone illustra le principali differenze tra la tradizione del castigliano e del toscano, le regole grammaticali erano spiegate partendo da esempi letterari di autori toscani del XIV secolo.